# Samuel Rühling
Samuel Rühling (* um 1586 in Groitzsch; † Juni 1626 in Dresden) war ein deutscher Kreuzkantor und Theologe.

## Leben
Rühling lernte von 1601 bis 1606 an der Fürstenschule in Grimma. Anschließend ging er für ein Studium unter anderem der Theologie an die Universität Leipzig. Hier promovierte er bis 1610. Er wurde anschließend Kantor an der Universitätskirche Paulinerkirche in Leipzig und war von 1612 bis 1615 als Kreuzkantor an der Kreuzkirche in Dresden aktiv. Im September 1615 wurde er Diakon und fünf Jahre später Archidiakonus der Kreuzkirche.
Von Rühling sind acht- und neunstimmige Motetten in polyphonem Stil überliefert. Er war zudem seit Anfang des 17. Jahrhunderts Poeta laureatus.

## Werke
- Novus elector Johannes Georgius Lipsiam ingressus salutatur (Festschrift auf Johann Georg I., Kurfürst von Sachsen; 1611)
- Hiskias querulus bey dem Begräbnüß des Mich. Lehmanni (Leichenpredigt Michael Lehmann; 1618)
- Leichpredigt bey dem Begräbnüß des Hn. Gabr. Voigts (Leichenpredigt Gabriel Voigt; 1622)
- Die edle Sterbekunst Simeonis bey dem Leichbegängnüs der Fr. Annen des Matth. Kaphans Wittwen (Leichenpredigt Anna Kaphan; 1625)
- Succus propheticus, d. i. XXV außerlesene Kernsprüche aus den Propheten in Predigten erklärt (1625, 5. Aufl. 1653)
- Sechs christliche hohe Festags Predigten, auff Weynachten, Ostern und Pfingsten, gehalten in der Creutzkirchen zu Dreszden, und vielen frommen Christen zu Trost in Druck gegeben (1628)